# Chascanopsetta
Chascanopsetta is een geslacht van straalvinnige vissen uit de familie van botachtigen (Bothidae). Het geslacht is voor het eerst wetenschappelijk beschreven in 1894 door Alcock.

## Soorten
- Chascanopsetta crumenalis (Gilbert & Cramer, 1897)
- Chascanopsetta elski Foroshchuk, 1991
- Chascanopsetta kenyaensis Hensley & Smale, 1997
- Chascanopsetta lugubris Alcock, 1894
- Chascanopsetta megagnatha Amaoka & Parin, 1990
- Chascanopsetta micrognatha Amaoka & Yamamoto, 1984
- Chascanopsetta prognatha Norman, 1939
- Chascanopsetta prorigera Gilbert, 1905